# دنمارك (كارولاينا الجنوبية)
دنمارك (بالإنجليزية: Denmark, South Carolina)‏ هي مدينة تقع في الولايات المتحدة في مقاطعة بامبرغ.  يقدر عدد سكانها بـ 3,538 نسمة ومساحتها 9.94 كم2  وترتفع عن سطح البحر 73 متر.

## التركيبة السكانية
حدّد مكتب تعداد الولايات المتحدة بيانات التركيبة السكانية لدنمارك في تعداد الولايات المتحدة. في ما يلي، التركيبة السكانية حسب تعدادي 2000 و2010.

### تعداد عام 2000
بلغ عدد سكان دنمارك 3,328 نسمة بحسب تعداد عام 2000، وبلغ عدد الأسر 1,331 أسرة وعدد العائلات 847 عائلة مقيمة في المدينة. في حين سجلت الكثافة السكانية 328.5 نسمة لكل كيلومتر مربع (850.8/ميل2). وبلغ عدد الوحدات السكنية 1,537 وحدة بمتوسط كثافة قدره 151.7 لكل كيلومتر مربع (392.9/ميل2).
وتوزع التركيب العرقي للمدينة بنسبة 12.74% من البيض و85.91% من الأمريكيين الأفارقة و0.09% من الأمريكيين الأصليين و0.51% من الأمريكيين ذوي الأصول الآسيوية و0.06% من الأعراق الأخرى و0.69% من عرقين مختلطين أو أكثر و0.75% من الهسبانيون أو اللاتينيون من أي عرق.
بلغ عدد الأسر 1,331 أسرة كانت نسبة 36.6% منها لديها أطفال تحت سن الثامنة عشر تعيش معهم، وبلغت نسبة الأزواج القاطنين مع بعضهم البعض 30.2% من أصل المجموع الكلي للأسر، ونسبة 27.5% من الأسر كان لديها معيلات من الإناث دون وجود شريك،  بينما كانت نسبة 5.9% من الأسر لديها معيلون من الذكور دون وجود شريكة وكانت نسبة 36.4% من غير العائلات. تألفت نسبة 32% من أصل جميع الأسر من عدة أفراد يعيشون في نفس المنزل ونسبة 11.7% كانت تتألف من شخص يعيش بمفرده يبلغ من العمر 65 عاماً أو أكثر. وبلغ متوسط حجم الأسرة المعيشية 2.47، أما متوسط حجم العائلات فبلغ 3.15.
بلغ العمر الوسطي للسكان 35.5 عاماً. وكانت نسبة 26.8% من القاطنين تحت سن الثامنة عشر، وكانت نسبة 9.7% بين الثامنة عشر والرابعة والعشرين عاماً، ونسبة 24.5% كانت واقعةً في الفئة العمرية ما بين الخامسة والعشرين والرابعة والأربعين عاماً، ونسبة 23.7% كانت ما بين الخامسة والأربعين والرابعة والستين، ونسبة 14.1% كانت ضمن فئة الخامسة والستين عاماً فما فوق. يوجد لكل 100 أنثى 85.3 ذكر، ويوجد لكل 100 أنثى في الثامنة عشر من عمرها فما فوق 82.1 ذكر.
بلغ متوسط دخل الأسرة في المدينة 17,578 دولارًا، أما متوسط دخل العائلة فبلغ 22,346 دولارًا. وكان متوسط دخل الذكور 22,110 دولارًا مقابل 13,767 دولارًا للإناث. وسجل دخل الفرد الخاص بالمدينة 11,243 دولارًا. وكانت نسبة 33.4% من العائلات ونسبة 35.2% من السكان تحت خط الفقر، وكان من هؤلاء نسبة 51.9% تحت سن الثامنة عشر ونسبة 30.8% في الخامسة والستين من العمر وما فوق.

### تعداد عام 2010
بلغ عدد سكان دنمارك 3,538 نسمة بحسب تعداد عام 2010، وبلغ عدد الأسر 1,292 أسرة وعدد العائلات 756 عائلة مقيمة في المدينة. في حين سجلت الكثافة السكانية 349.3 نسمة لكل كيلومتر مربع (904.7/ميل2). وبلغ عدد الوحدات السكنية 1,657 وحدة بمتوسط كثافة قدره 163.6 لكل كيلومتر مربع (423.7/ميل2).
وتوزع التركيب العرقي للمدينة بنسبة 8.62% من البيض و90.14% من الأمريكيين الأفارقة و0.14% من الأمريكيين الأصليين و0.28% من الأمريكيين ذوي الأصول الآسيوية و0.06% من سكان جزر المحيط الهادئ و0.31% من الأعراق الأخرى و0.45% من عرقين مختلطين أو أكثر و0.88% من الهسبانيون أو اللاتينيون من أي عرق.
بلغ عدد الأسر 1,292 أسرة كانت نسبة 32% منها لديها أطفال تحت سن الثامنة عشر تعيش معهم، وبلغت نسبة الأزواج القاطنين مع بعضهم البعض 25.5% من أصل المجموع الكلي للأسر، ونسبة 28.4% من الأسر كان لديها معيلات من الإناث دون وجود شريك،  بينما كانت نسبة 4.6% من الأسر لديها معيلون من الذكور دون وجود شريكة وكانت نسبة 41.5% من غير العائلات. تألفت نسبة 38% من أصل جميع الأسر من عدة أفراد يعيشون في نفس المنزل ونسبة 13.9% كانت تتألف من شخص يعيش بمفرده يبلغ من العمر 65 عاماً أو أكثر. وبلغ متوسط حجم الأسرة المعيشية 2.34، أما متوسط حجم العائلات فبلغ 3.09.
بلغ العمر الوسطي للسكان 32.7 عاماً. وكانت نسبة 21.7% من القاطنين تحت سن الثامنة عشر، وكانت نسبة 20.9% بين الثامنة عشر والرابعة والعشرين عاماً، ونسبة 18.9% كانت واقعةً في الفئة العمرية ما بين الخامسة والعشرين والرابعة والأربعين عاماً، ونسبة 24.8% كانت ما بين الخامسة والأربعين والرابعة والستين، ونسبة 13.6% كانت ضمن فئة الخامسة والستين عاماً فما فوق. وتوزع التركيب الجنسي للسكان بنسبة 45.8% ذكور و54.2% إناث.